# Scutia buxifolia
Scutia buxifolia, quebracho o coronillo es una especie de plantas de la familia de las ramnáceas; son árboles corpulentos, bajos y espinosos que crecen en el sur de Brasil, el norte de Argentina y en Uruguay.

## Descripción
Es de crecimiento lento; su tronco aumenta su grosor unos 2 mm por año y puede llegar a los 6 m de altura. Su copa tiene forma esférica muy extendida. Su follaje persistente, varía su color en función de su exposición al sol, con tonos verde claros al sol y verde oscuros a la sombra. Sus hojas simples, opuestas o subopuestas tienen forma elíptica a ovado-lanceoladas y miden de 1 a 4 cm de largo, por 1 a 2 cm de ancho. Son íntegras y a veces pueden presentarse dentadas. Presenta flores pequeñas, amarillo verdosas, que pueden apreciarse en primavera. El fruto mide de 3 a 5 mm de diámetro, es drupáceo y globoso, y presenta un color oscuro cuando alcanza la madurez.

## Hábitat
En general se la encuentra en montes serranos, ribereños y montes parque.

## Interacciones con otras especies

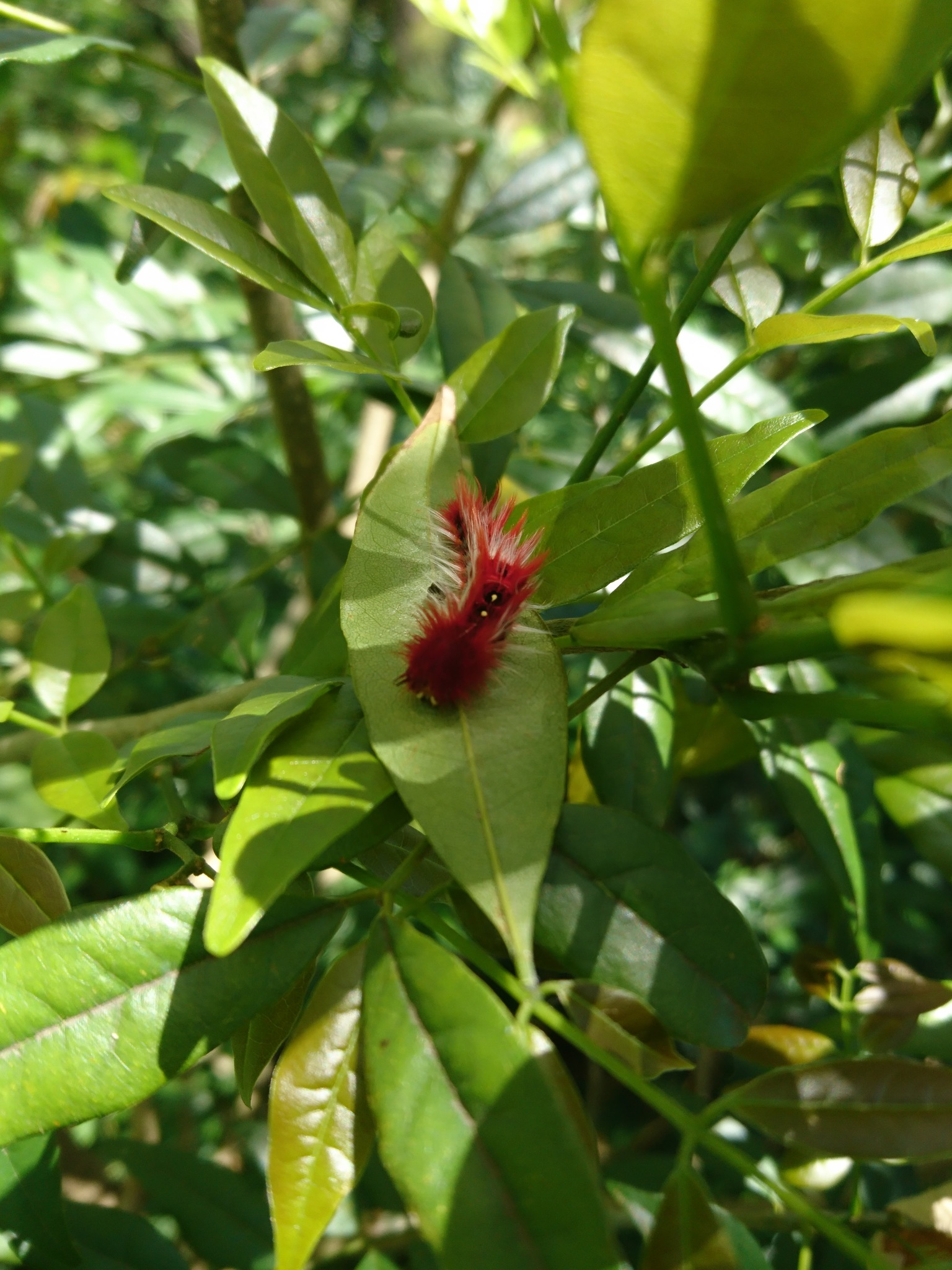
Oruga de mariposa Bandera Argentina

El coronillo es conocido por ser el principal alimento de la oruga de la mariposa nacional de Argentina (Morpho epistrophus argentinus).

## Usos
- Sus espinas son utilizadas en decocción para tratar arritmias.
- Su madera dura y pesada es muy apreciada por su alto poder calórico.
- Su raíz es utilizada como tónico depurativo.
- Sus hojas y corteza tienen propiedades hipotensoras y diuréticas.
- Su madera se usa como extracto de perfumes.

## Taxonomía
Scutia buxifolia fue descrita por Siegfried Reisseck y publicado en Flora Brasiliensis 11(1): 93, en el año 1861.
Sinonimia
- Rhamnus coronula Larrañaga
- Scutia buxifolia var. acutifolia Reissek
- Scutia buxifolia var. obtusifolia Reissek
- Scutia fiebrigii Perkins[2]
- Adolia buxifolia (Reissek) Kuntze